# 人體彩繪

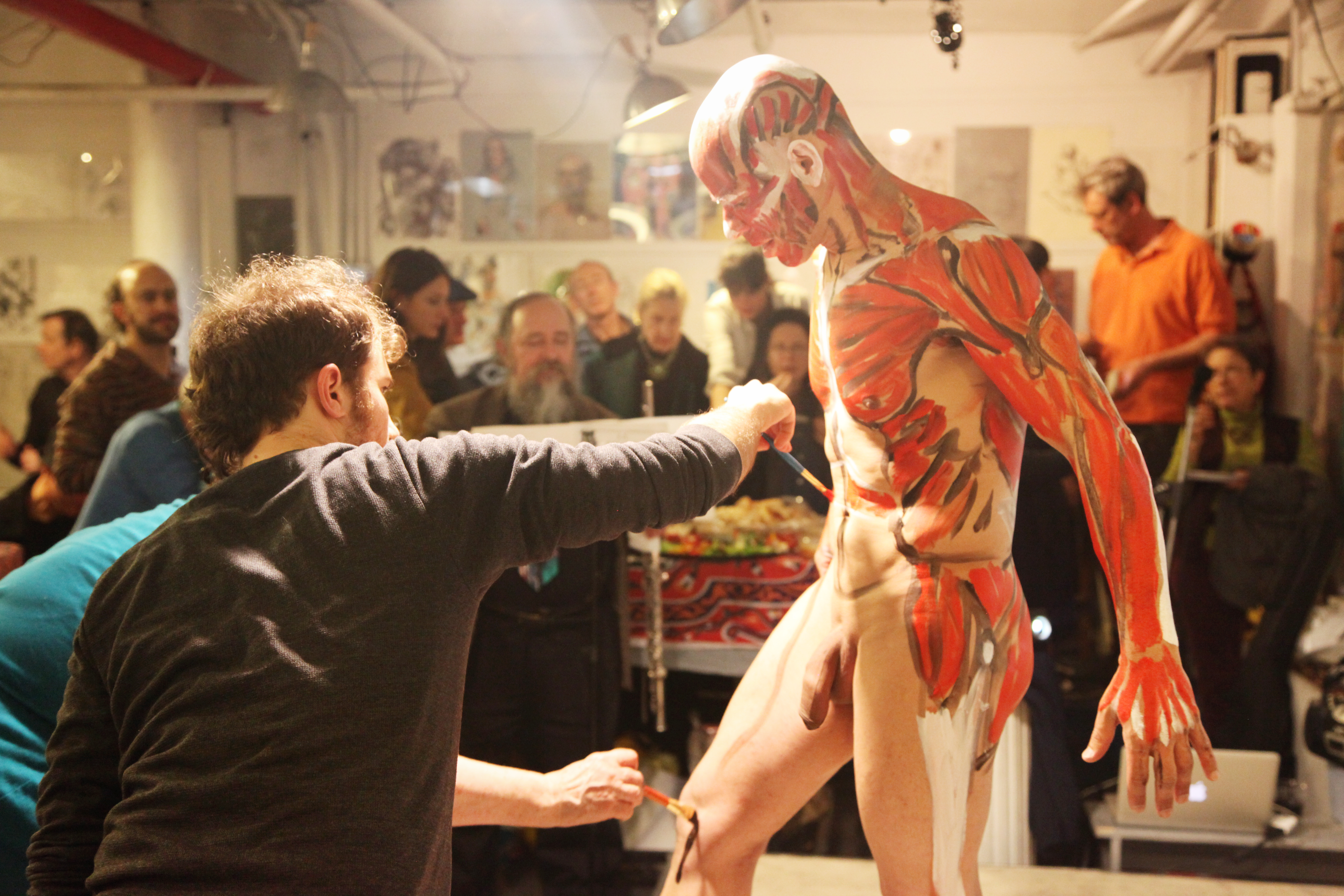
人体彩绘

人体彩绘（英語：body painting）是一种人体艺术。与刺青以及其他形式的人体艺术不同的是，人体彩绘是暂时地涂在人体的皮肤上，并且可以持续数个小时或数周之久（曼海蒂的彩繪藝術可以持续两周之久）。
仅限于人体面部的人体彩绘被称为“面部彩绘”（face painting）。大规模或全身的彩绘更通常地被称作“人体彩绘”，而小些的或更详细的工作有时候被称为“临时刺青”（temporary tattoo）。